# Gornji Bučumet
Gornji Bučumet (em cirílico: Горњи Бучумет) é uma vila da Sérvia localizada no município de Medveđa, pertencente ao distrito de Jablanica, na região de Goljak. A sua população era de 83 habitantes segundo o censo de 2011.

## Demografia
| 1948 | 1953 | 1961 | 1971 | 1981 | 1991 | 2002 | 2011 |
| ---- | ---- | ---- | ---- | ---- | ---- | ---- | ---- |
| 436  | 451  | 430  | 342  | 267  | 203  | 139  | 83   |